# Doryctinus zolnerowichi
Doryctinus zolnerowichi is een insect dat behoort tot de orde vliesvleugeligen (Hymenoptera) en de familie van de schildwespen (Braconidae). De wetenschappelijke naam van de soort werd voor het eerst geldig gepubliceerd door Robert M. Kula en Paul M. Marsh in 2011.